# Martine Beswick
Martine Beswick (Port Antonio, 26 settembre 1941) è un'attrice e modella giamaicana.
È nota soprattutto per i suoi ruoli in due film di James Bond, Agente 007, dalla Russia con amore (1963), e Agente 007 - Thunderball (Operazione tuono) (1965). Comparve poi in parecchi film importanti negli anni sessanta.

## Biografia

### I primi anni
Beswick nacque il 26 settembre 1941 a Port Antonio, Giamaica dall'inglese Ronald Stuart Davis Beswick, e dalla portoghese-giamaicana Myrtle May (nata Penso, 1912-2017). Beswick, la sorella Laurellie (1943-2002) e la loro madre si trasferirono a Londra a seguito della separazione dei loro genitori. Nel 1955 lasciò le scuole medie superiori per aiutare lavorando la loro famiglia.

### Carriera cinematografica
Beswick è molto nota per essere comparsa in due film di James Bond, Agente 007, dalla Russia con amore, del 1963, e Agente 007 - Thunderball (Operazione tuono), del 1965. Ella ebbe un provino per il primo film di James Bond, Agente 007 - Licenza di uccidere, ma non fu scritturata. Nel secondo film della serie, Agente 007, dalla Russia con amore, interpretò la parte di una fiera, giovane zingara, Zora, in un duello a mani nude con la sua rivale Vida (interpretata dalla ex Miss Israele Aliza Gur). Ella fu erroneamente citata nei titoli di testa come "Martin Beswick". Beswick comparve poi interpretando la sfortunata Paula Caplan nel film Agente 007 - Thunderball (Operazione tuono). La Beswick visse a lungo lontano dai Caraibi, al punto di dover fare "bagni di sole" per due settimane prima di girare, dovendo comparire sulla scena sembrando una donna del luogo.

Beswick con Franco Franchi in Ultimo tango a Zagarol (1973)

Beswick comparve poi in Un milione di anni fa come antagonista di Raquel Welch, con la quale ingaggiò, nella finzione, nuovamente un duello a mani nude. Comparve poi in numerosi film a basso costo della Hammer Film Productions, in particolare nei film Femmine delle caverne, diretto da Michael Carreras, e in Barbara, il mostro di Londra, diretto da Roy Ward Baker, dove ricoprì il ruolo della protagonista femminile "cattiva".
Recitò poi nel ruolo di Adelita nel western all'italiana Quién sabe?, diretto da Damiano Damiani, come antagonista di Klaus Kinski e Gian Maria Volonté. Fu poi interprete nel 1974 della Regina del Male nel film che vide il debutto come regista di Oliver Stone, Seizure. Negli anni settanta Beswick si trasferì a Hollywood e comparve regolarmente sia sul piccolo che sul grande schermo. Fece numerose apparizioni in partecipazione straordinaria in serie televisive tra le quali Troppo forte, Fantasilandia, Professione pericolo, Mannix, L'uomo da sei milioni di dollari e Falcon Crest.
Nel 1980, ricoprì il ruolo della protagonista nel film-commedia The Happy Hooker Goes Hollywood. A cominciare da Una volta ho incontrato un miliardario, del 1980, mutò la pronuncia del suo nome in "Beswicke", tornando però al nome originale verso la metà degli anni 1990. L'ultima comparsa con la pronuncia più lunga fu nel film Fiamme di passione del 1993, diretto da John Duigan. La carriera di Beswick fu ancora attiva fino agli anni novanta.
Da allora prese parte a film documentari, fornendo il commento e collegando la sua esperienza acquisita nei molti film nei quali aveva recitato. In seguito si è ritirata, fatta eccezione per alcune apparizioni come ospite nelle Bond convention. Dopo 24 anni di assenza dallo schermo, Beswick uscì dal suo ritiro dalle scene nel 2018 per recitare in House of the Gorgon come antagonista di Caroline Munro, Veronica Carlson e Christopher Neame. Nell'aprile del 2013 fu una delle 12 celebrità come Bond Girl, ospite in un episodio della serie televisiva della BBC, Masterchef.

## Filmografia parziale
- A 007, dalla Russia con amore (From Russia with Love), regia di Terence Young (1963)
- Agente 007 - Thunderball (Operazione tuono) (Thunderball), regia di Terence Young (1965)
- Un milione di anni fa (One Million Years B.C.), regia di Don Chaffey (1966)
- Femmine delle caverne (Slave Girls), regia di Michael Carreras (1967)
- Quién sabe?, regia di Damiano Damiani (1967)
- John il bastardo, regia di Armando Crispino (1967)
- Un attico sopra l'inferno (The Penthouse), regia di Peter Collinson (1967)
- Barbara, il mostro di Londra (Dr Jekyll & Sister Hyde), regia di Roy Ward Baker (1971)
- Ultimo tango a Zagarol, regia di Nando Cicero (1973)
- Seizure, regia di Oliver Stone (1974)
- Il bacio, regia di Mario Lanfranchi (1974)
- Giarrettiera tutta matta (The Happy Hooker Goes Hollywood), regia di Alan Roberts (1978)
- Una volta ho incontrato un miliardario (Melvin and Howard), regia di Jonathan Demme (1980)
- Il villaggio delle streghe (The Offspring), regia di Jeff Burr (1986)
- Cyclone - Arma fatale (Cyclone), regia di Fred Olen Ray (1987)
- Miami Blues, regia di George Amitage (1989)
- Trancers II: The Return of Jack Deth, regia di Charles Band (1991)
- Fiamme di passione (Wide Sargasso Sea), regia di John Duigan (1993)

## Doppiatrici italiane
- Fiorella Betti in Agente 007 - Thunderball (Operazione tuono)
- Rita Savagnone in Quién sabe?
- Marzia Ubaldi in Ultimo tango a Zagarol